# Civilization (film 1916)
Civilization è un film muto del 1916 diretto da Reginald Barker, Thomas H. Ince, Raymond B. West

## Trama
Il re di Wredpryd è un guerrafondaio e prepara piani di guerra, ed è assistito dal conte Ferdinand, anche lui amante degli eventi bellici, che ha progettato un sottomarino per distruggere il nemico. Ma Katheryn Haldemann, un'attivista pacifista, convince Ferdinand a convertirsi ai suoi ideali, e, nel corso di una battaglia in mare, questi si rifiuta di attaccare il nemico e fa invece affondare la propria nave. In un supremo sacrificio per la pace, Ferdinando muore annegato.
Gli scienziati del re recuperano il suo corpo e lo riportano in vita. Ma ormai Ferdinand ha dentro di sé lo spirito di Cristo, e così diffonde ovunque messaggi di pace. Furioso, il re lo condanna a morte. Quando entra nella cella di Ferdinand, il monarca vede il corpo senza vita del conte a terra e, sopra di lui, materializzarsi il Cristo che gli mostra la visione di tutti gli orrori della guerra. Il re, sconvolto e pentito, dichiara che da quel momento dedicherà la sua vita alla pace.

## Produzione
Il film fu prodotto dalla Thomas H. Ince Corporation. Venne girato - con il titolo di lavorazione di He Who Returned - in California, negli studi di Inceville, nel Santa Ynez Canyon.

## Distribuzione
Il copyright del film, richiesto da Thomas H. Ince, fu registrato il 15 luglio 1916 con il numero LU8703. Distribuito dalla Triangle Distributing, fu presentato in prima il 17 aprile 1916 al Majestic Theatre di Los Angeles e, il 2 giugno, al Criterion Theatre di New York.
Nel Regno Unito, ne venne fatta circolare una versione differente, con scene aggiunte e con il titolo What Every True Britain is Fighting For. Nel 1930, il film uscì in versione sonora, con musica e suoni sincronizzati.
Copia della pellicola viene conservata negli archivi del Film Preservation Associates, in quelli della EmGee Film Library e presso collezioni private. Il film è uscito in DVD e in VHS proposto da diverse case di distribuzione (Grapevine, Kino Video, Movies Unlimited, Nostalgia Video). Nel novembre 2010, è uscito distribuito dalla Grapevine abbinato al cortometraggio The Cost of High Living, masterizzato da una copia a 16 mm. della versione sincronizzata del 1930.
Nel 1999, il film è stato inserito nel National Film Registry, la lista di film della Library of Congress conservati "per il loro valore culturale, storico o esteticamente significativo".

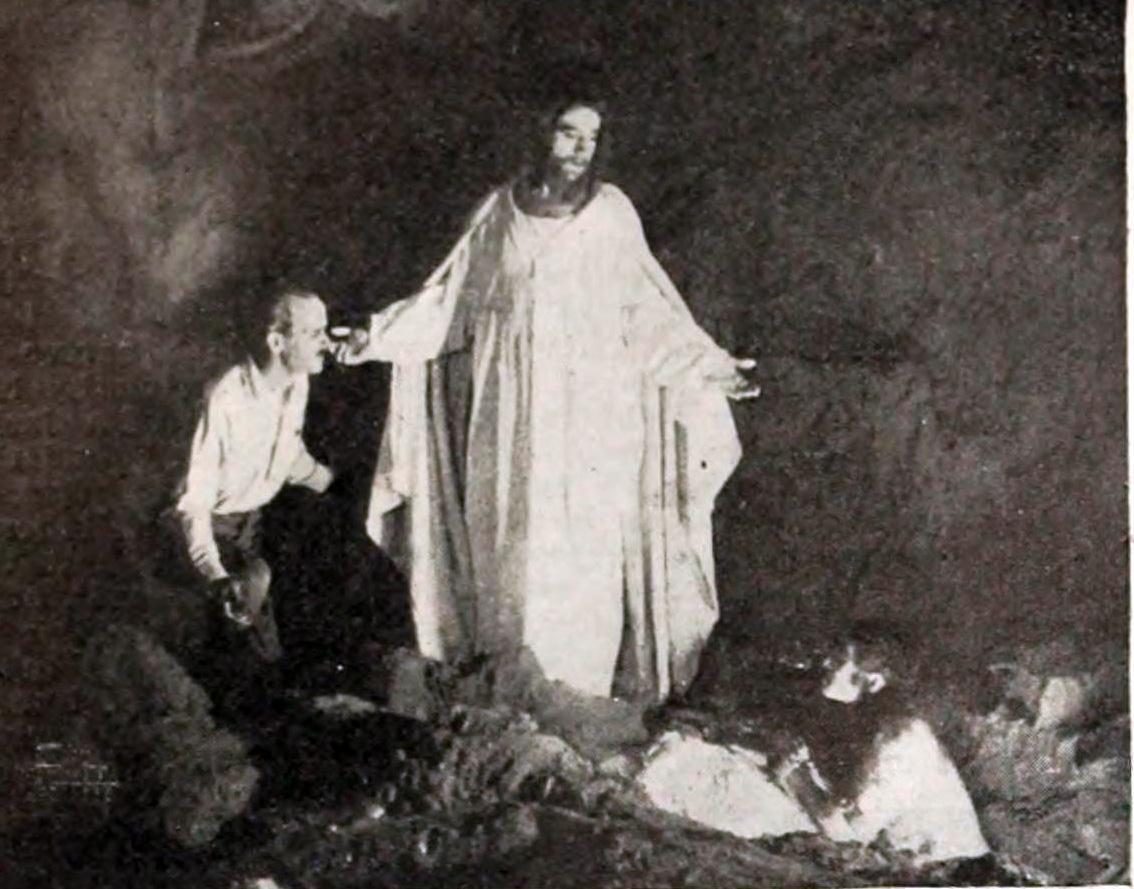
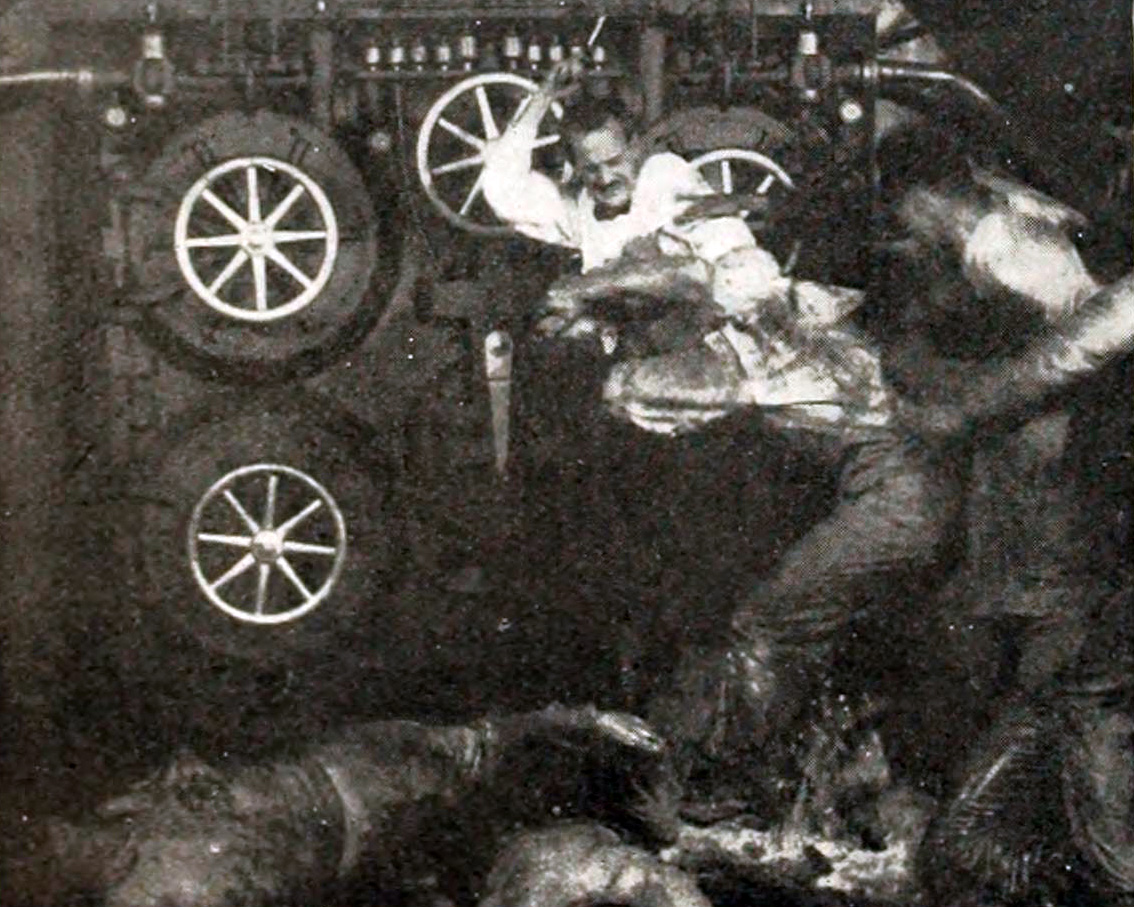